# ダマリスコッタ
ダマリスコッタ（英: Damariscotta）は アメリカ合衆国メイン州南海岸のリンカーン郡に属する町である。2010年の国勢調査では人口2,218人であった。このダマリスコッタと西に隣接する町ニューキャッスルはダマリスコッタ川に架かるメイン・ストリート橋で繋がれており、これらを合わせてTwin Villages（双子の村）とも呼ばれる。ダマリスコッタの名前は、インディアンの言語「小さな魚の川」に由来する。美しい海岸線、ロブスターや二枚貝等の魚介類、毎年10月に開催されるパンプキンフェスティバル等で人気の観光地である。

## ゆかりのある著名人
- ケイト・アルドリッチ - メゾソプラノ歌手
- アンナ・ベルナップ - 俳優
- ヴィンス・クラーク - ミュージシャン
- バーバラ・クーニー - 児童文学作家、イラストレーター